# Kop (insect)

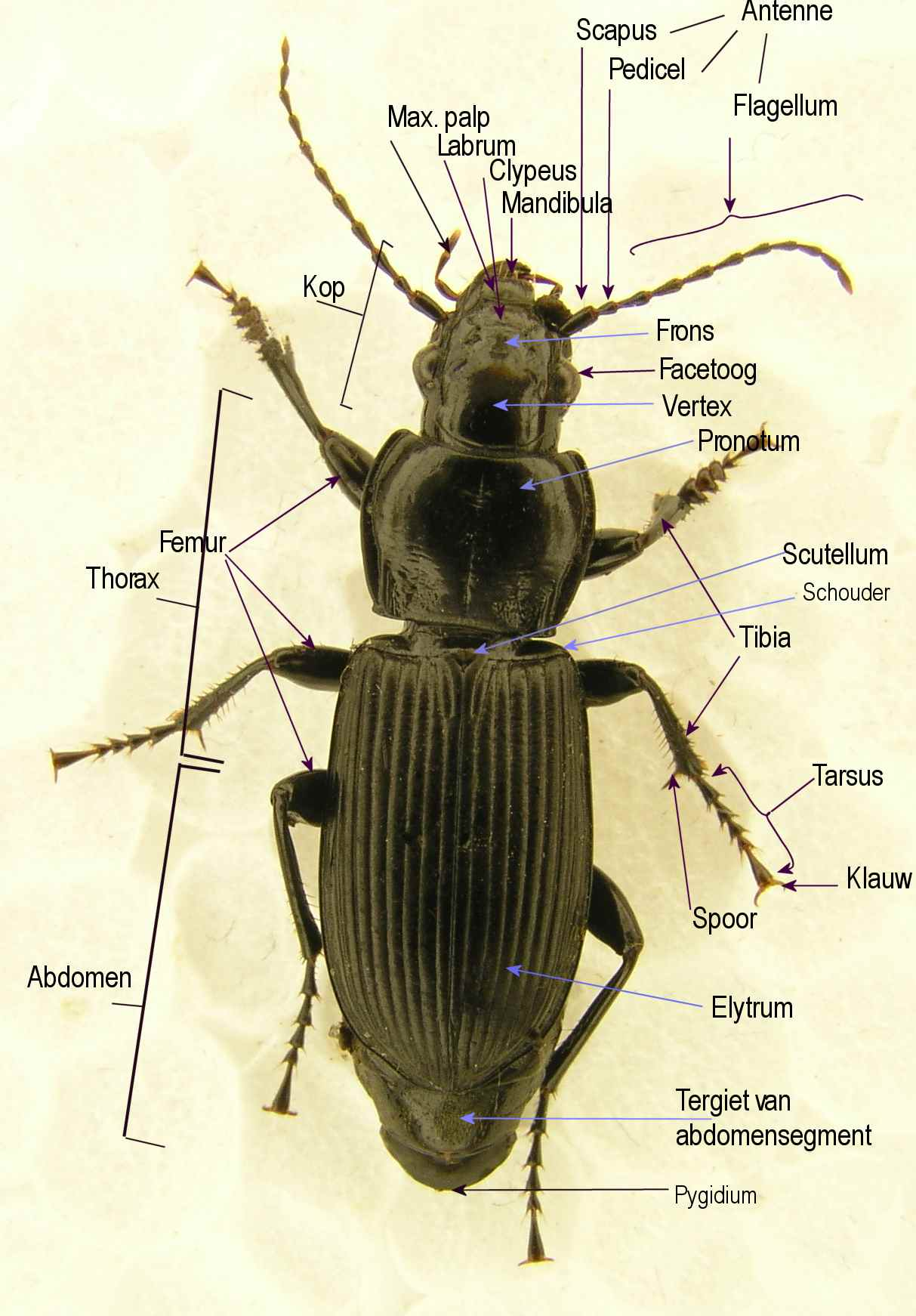
De anatomie van een kever

Bouw van de rups. A – kop, B – borststuk, C – achterlijf,
1 – prothorax scutum,
2 – stigma,
3 – 'echte' poten,
4 – middenachterlijfpropoten,
5 – anale propoot,
6 – anale plaat,
7 – tentakel,
a – samengesteld oog,
b – ocelli (stemmata),
c – labiale palp,
d – mandibel,
e – labrum met labium,
f – frons.

De kop, caput of cephalon van een insect is het voorste van de drie hoofdlichaamsdelen van een insect; de andere twee zijn het borststuk en het achterlijf (abdomen). De kop is evolutionair gezien ontstaan door vergroeiing van een aantal (ca. 6) segmenten; dit is echter normaal gesproken niet of nauwelijks meer waarneembaar. De buitenkant van de kop bestaat uit een harde, sterk gesclerotiseerde laag. Op de voorkant van de kop van een typisch insect bevinden zich onder andere sprieten of antennes; enkelvoudige (ocelli) en samengestelde ogen; de clypeus, de vertex, de frons, de labrum, de mandibels, de maxilla, de lip-, de kaaktasters en de galea. Op de achterkant van de kop zit de occiput. In de kop zit een belangrijk centrum van het neuro-endocriene systeem.

Voorkant kop
Achterkant kop
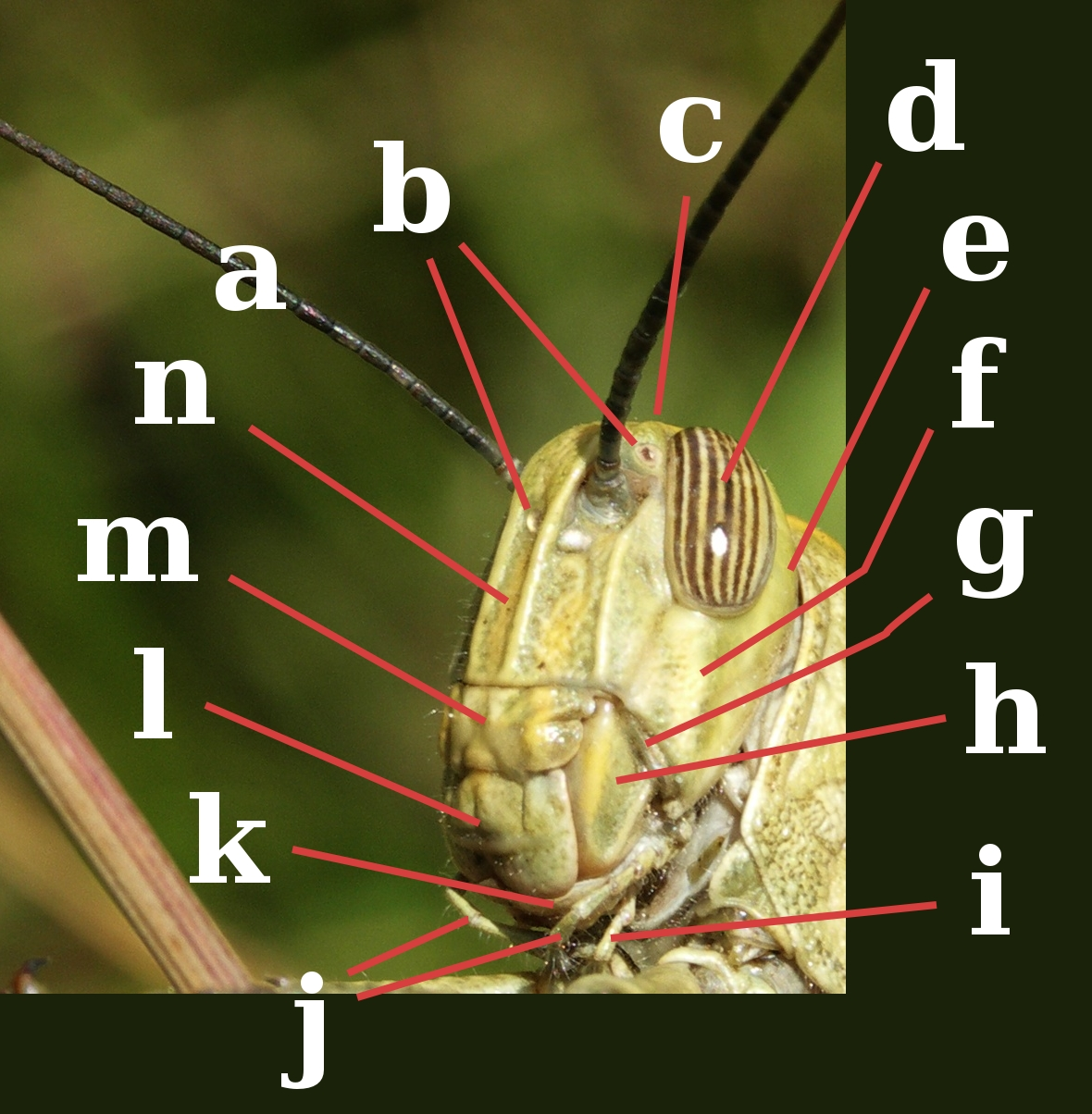
Hypognate kop van Rechtvleugeligen, Veldsprinkhanen. a:antenne; b:ocelli; c:vertex; d:samengesteld oog; e:occiput (achterkant van de kop); f:gena {wangen}; g:pleurostoma (deel van het subgenale gebied boven de mandibel); h:mandibel; i:labiale palp; j:maxillaire palpen; k:maxilla; l:labrum; m:clypeus; n:frons.
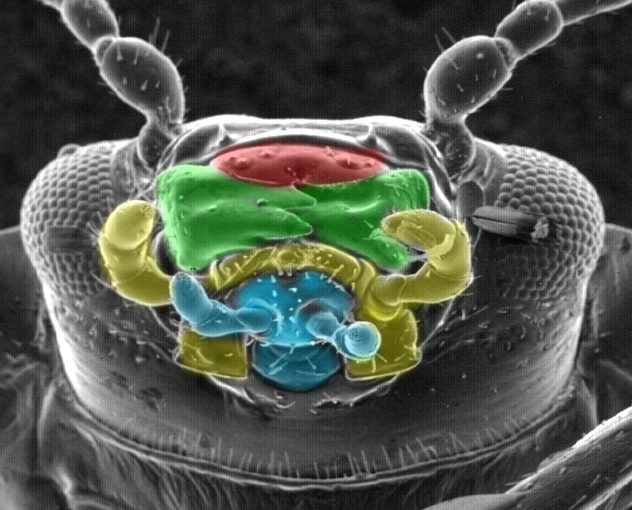
Kop van onderen van een bladkever: rood: labrum, groen: mandibel, geel:maxilla, blauw:labium met labiale palpen

## Positie monddelen
De positie van monddelen ten opzichte van de lichaamsas verschilt bij de verschillende groepen insecten. De monddelen kunnen naar beneden, naar voren of naar achteren uitsteken. De kop wordt aangeduid met de volgende benaming:
- Hypognaat, monddelen steken naar beneden uit. Caelifera en kakkerlakken
- Prognaat, monddelen steken naar voren uit. Soldaten van termieten en larven van endopterygota
- Opistognaat, monddelen steken naar achteren uit. Homoptera en halfvleugeligen

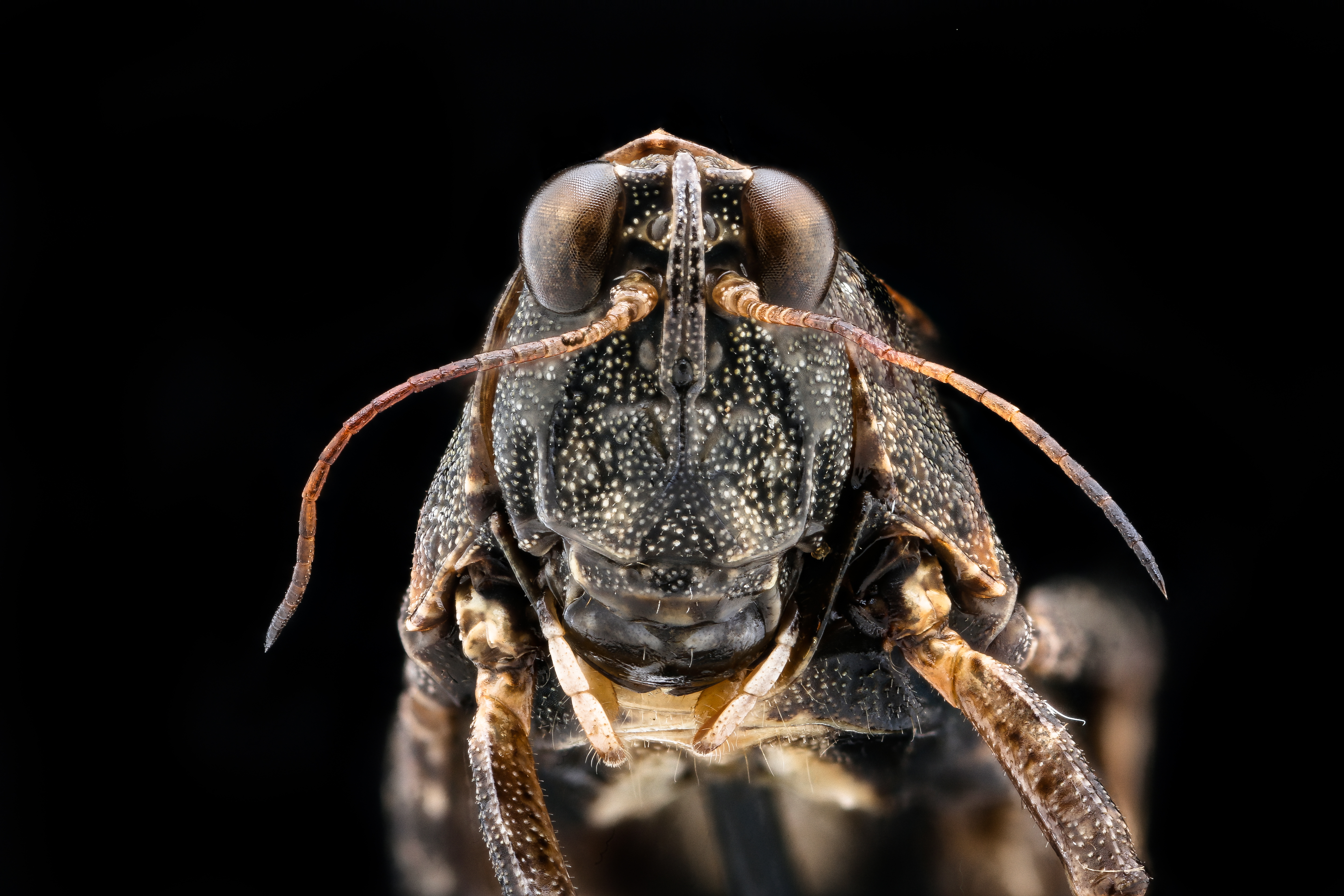
Caelifera-soort met hypognate kop
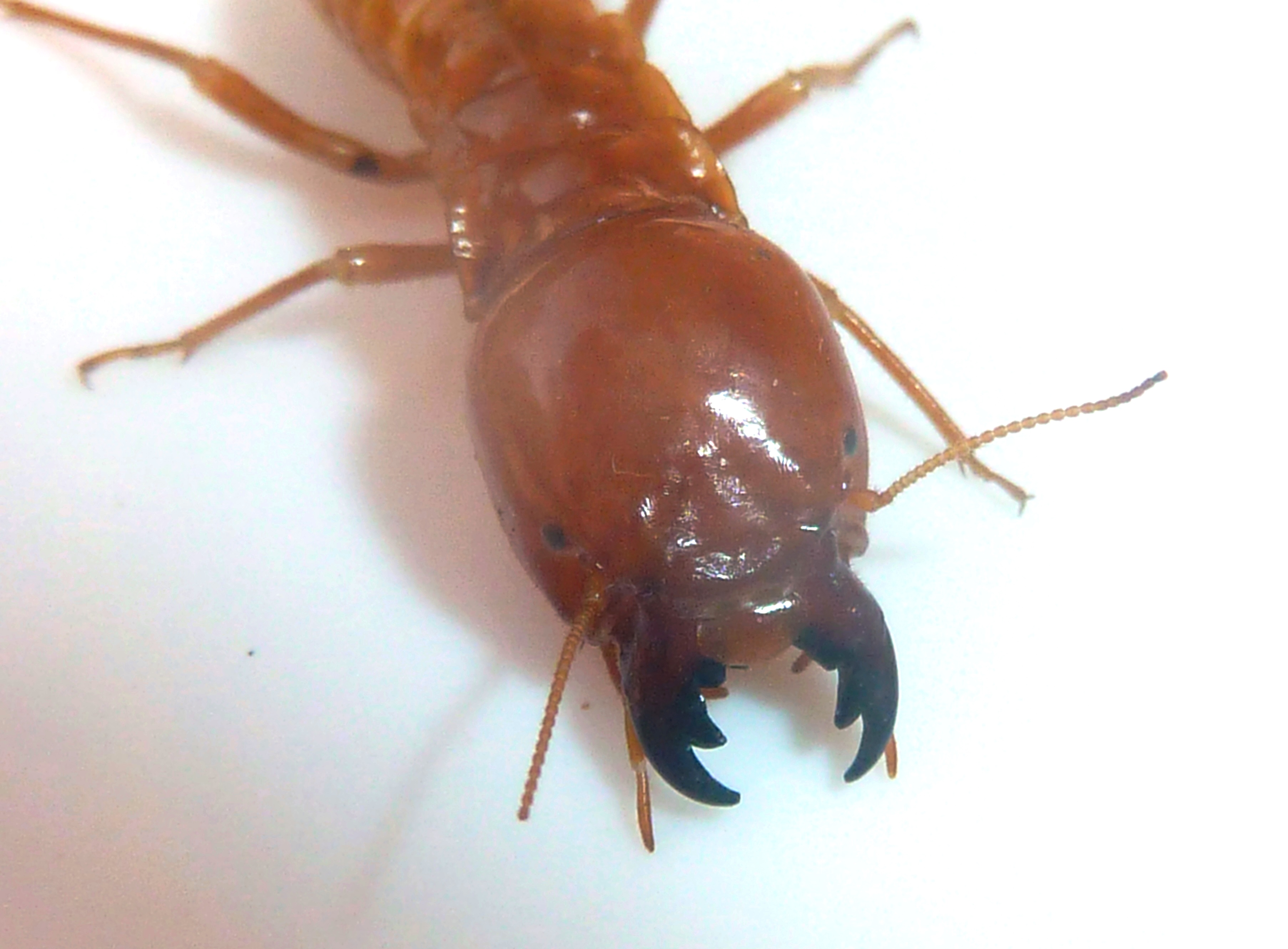
Hodotermes mossambicus-soldaat met prognate kop
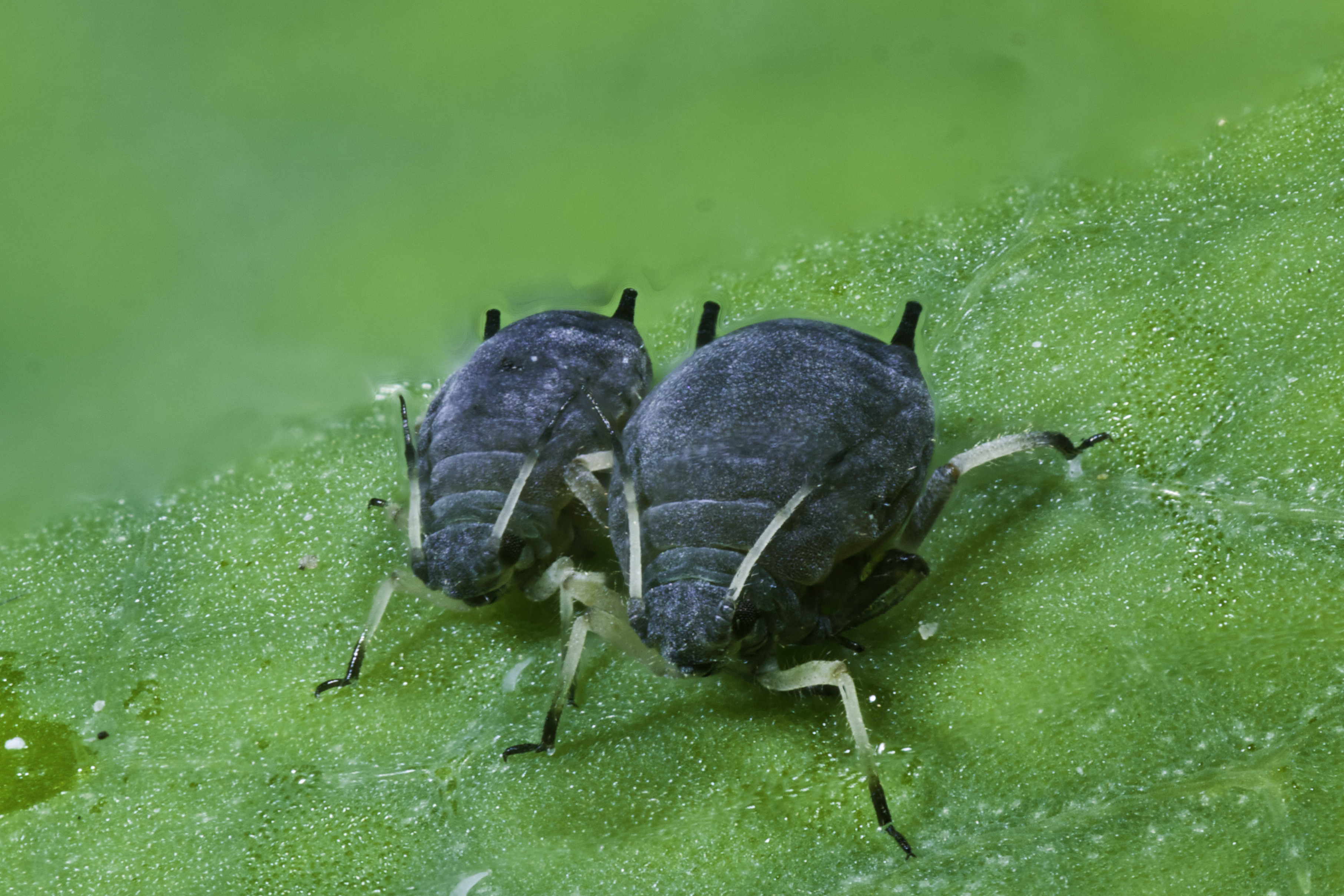
Zwarte bonenluis met opistognate kop

## Vorm van de monddelen
De vorm van de monddelen verschilt bij de verschillende insectengroepen:

### Sprinkhaan
De mandibels zijn bij kauwende insecten, zoals de sprinkhanen, de grootste monddelen.

### Honingbij
De monddelen van de honingbij zijn omgeven door een bovenlip of labrum aan de bovenzijde en een onderlip of labium aan de onderzijde. Aan de voorzijde zijn de mandibels of bovenkaken gelegen. De kaken van bijen zijn relatief klein, aangezien ze niet meer gebruikt worden om te knippen. De bovenkaak van de honingbij is afgeplat en heeft een lepelachtige vorm, de bovenkaken worden voornamelijk gebruikt om was te kneden en bewerken. Verder is een achterkaak aanwezig die de proboscis of zuigsnuit draagt, aan het uiteinde hiervan is de tong of glossus aanwezig met aan het uiteinde een kleine driehoekige structuur, het labellum. De tong is voorzien van fijne haartjes en een groefje aan de onderzijde. Door het groefje loopt de honing in de mondopening van de bij.

### Wantsen
Het rostrum bij wantsen bestaat uit een enkele buis, die echter gevormd is uit gepaarde monddelen die zich hebben samengevoegd, maxilla of bovenkaak en de galea. Het rostrum is te vergelijken met de proboscis van vlinders, maar is onbeweeglijk.

### Vlinders
Een belangrijk verschil van de vlinders met de meeste andere insecten is het ontbreken van bijtende of kauwende bovenste monddelen (mandibels) en de tot een lange buis omgebouwde galea. De zuigbuis of proboscis wordt bij vlinders ook wel haustellum of roltong genoemd. De roltong is ontstaan uit twee monddelen die sterk verlengd zijn en versmolten tot een lange, steeds dunner wordende buis die wanneer hij in rust is als een horlogeveer wordt opgerold onder de kop. Doordat de proboscis bestaat uit een rubberachtige stof, rolt de tong in rust vanzelf weer op. De roltong bestaat feitelijk uit twee zeer sterk verlengde delen van de maxilla of bovenkaak en de galea.

### Steekmuggen
Bij de vrouwtjes van de steekmuggen zijn de monddelen het meest verschillend ontwikkeld. De vrouwtjes hebben een zuigsnuit (proboscis) en het labium vormt een schede om de rest van de monddelen. Met de mandibels en de maxillae wordt de huid doorboord. De mandibels zijn puntig en de maxillae zijn plat. De hypofarynx en het labrum zijn hol.

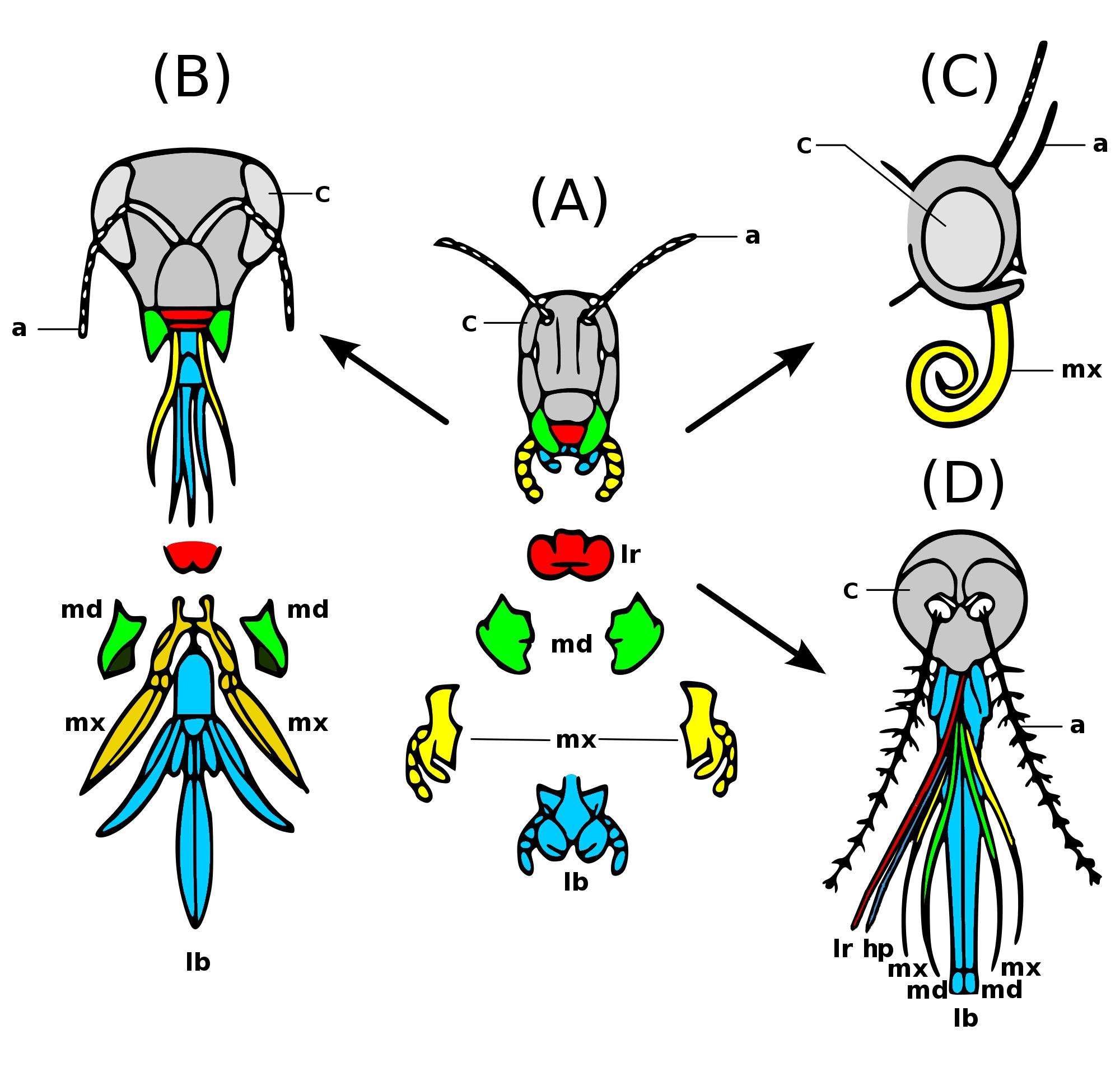
Modificaties van de monddelen bij verschillende insecten (het labrum is rood gekleurd). (A) Sprinkhanen, (B) Honingbij, (C) vlinders (D) Steekmuggen.
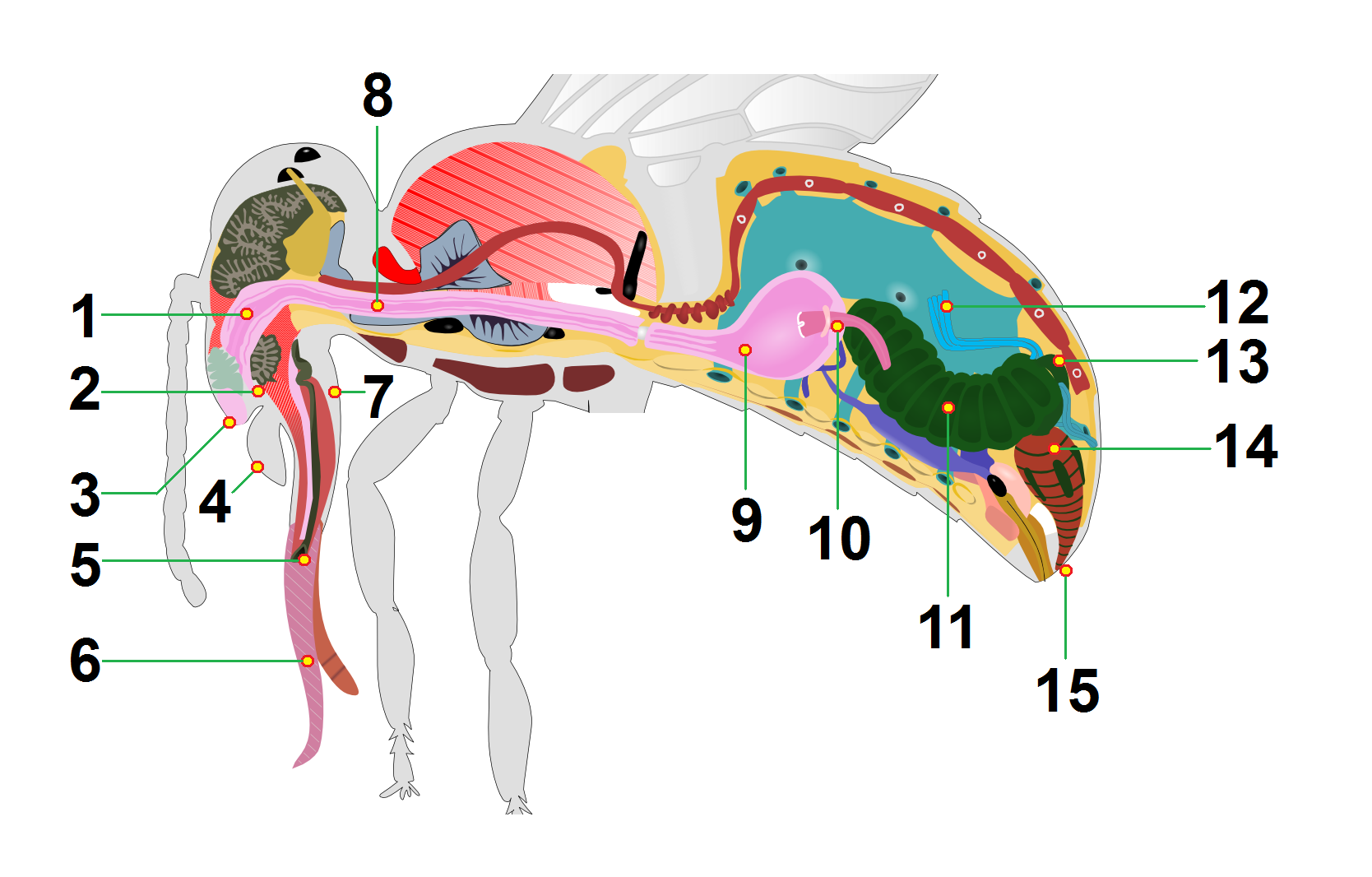
Honingbij.1 = Mondopening, 2 = Onderlip (Labrum), 3 = Bovenlip (Labium), 4 = Mandibel, 5 = Speekselklieropening, 6 = Tong, 7 = Achterkaak
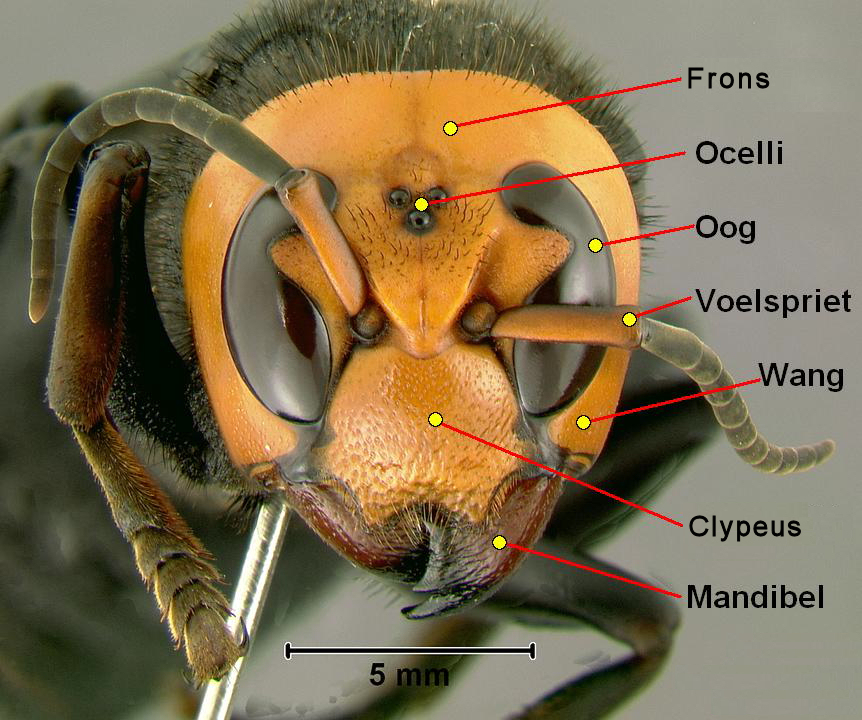
Hoornaars (Vespa mandarinia)
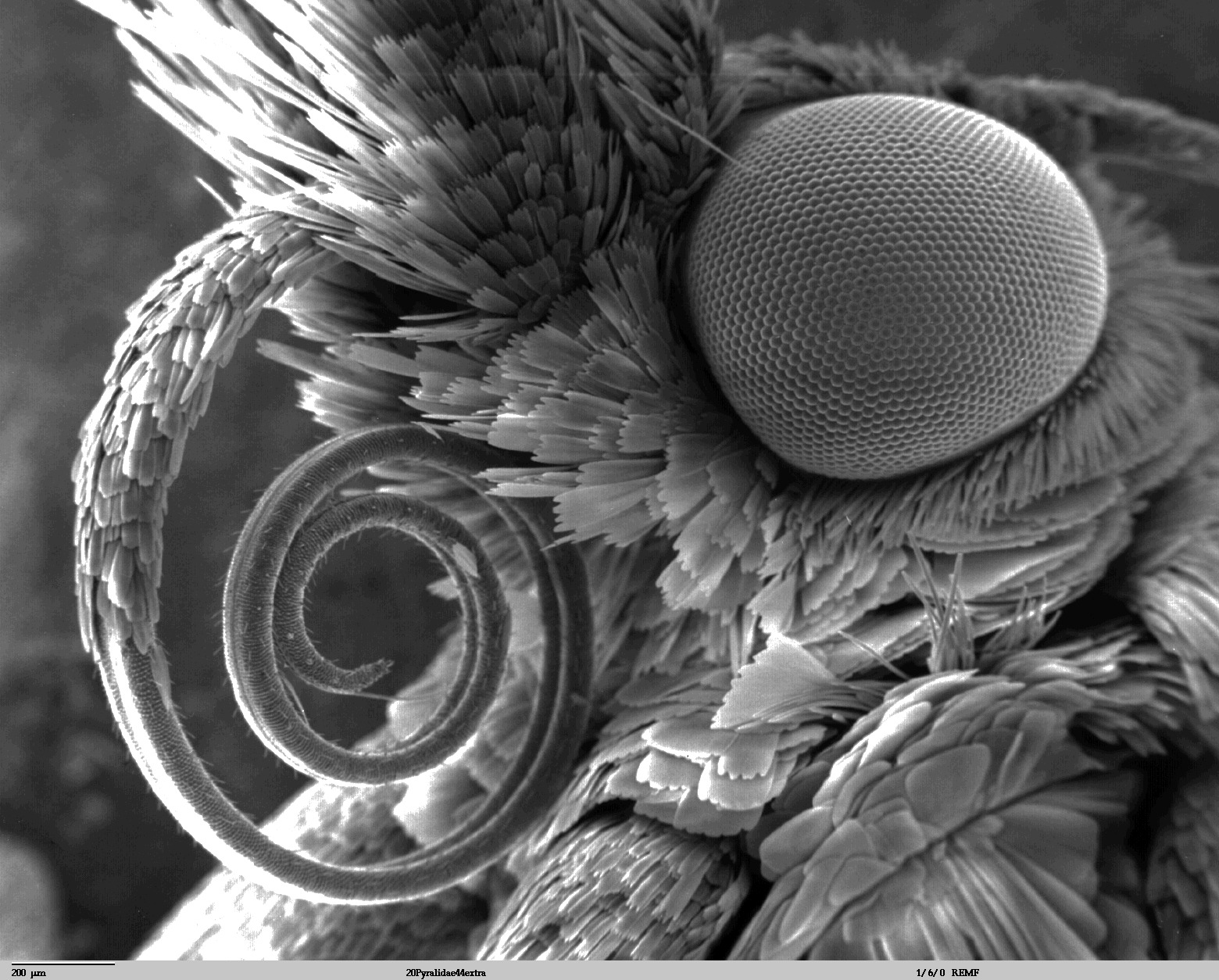
Roltong van een vlinder
Kop van tweevleugeligen (Muscomorpha).1: labellum; 2: labium, 3: maxillaire palp, 4: labrum; 5: subgenaal gebied; 6: clypeus; 7: fronto-orbitaal gebied; 8: fronto-orbitale borstels; 9: buitenste verticale borstels; 10: binnenste verticale bortsels; 11: postocellaire borstels (postverticale bortsels in oude literatuur); 12: ocelli; 13: ocellaire borstels; 14: samengesteld oog; 15: Frontale groef of ptilinal suture; 16: antenne; 17: arista; 18: vibrissa.
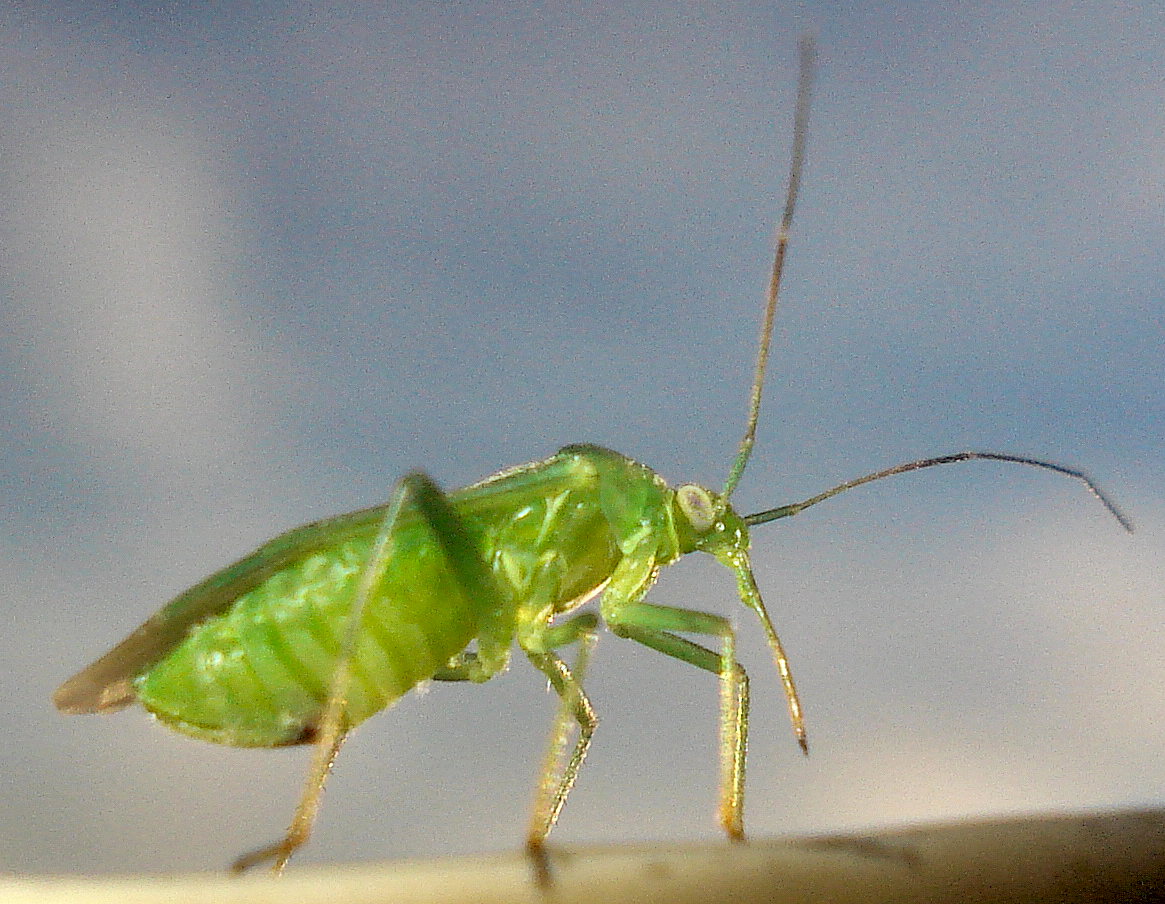
Rostrum van de groene appelwants
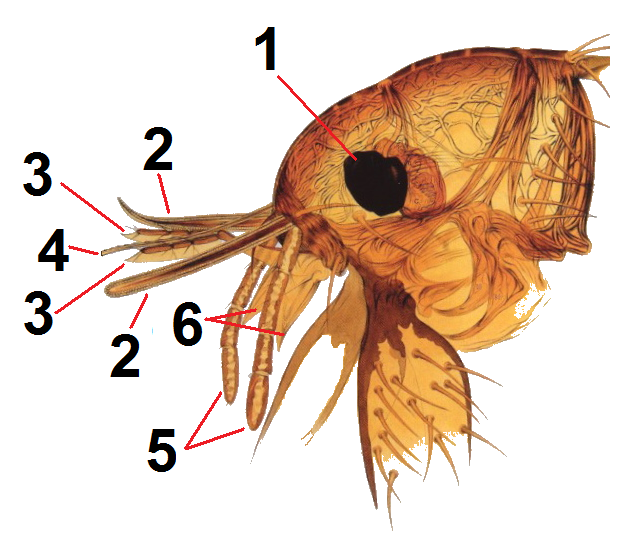
Delen van de kop van een vlo. 1 = Oog, 2 = Labiale palp, 3 = Maxillair stilet, 4 = Epifarynx, 5 = Maxillaire palp, 6 = Galea of maxillaire lobus
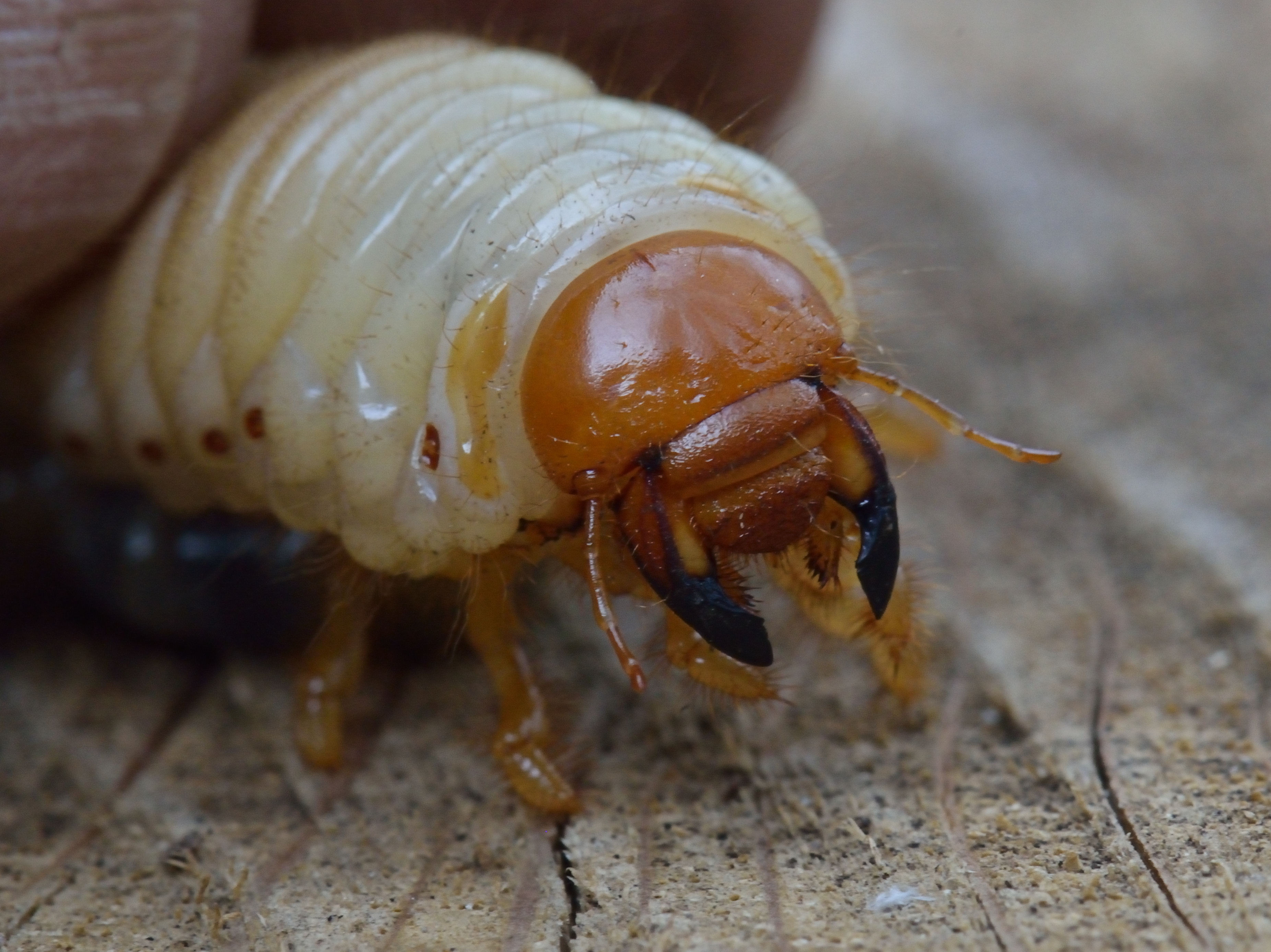
Kop engerling (larve) van de meikever